# Río Cholchol
Río Cholchol är ett vattendrag i Chile. Det ligger i den södra delen av landet, 600 km söder om huvudstaden Santiago de Chile.
I omgivningen kring Río Cholchol växer huvudsakligen savannskog. Området är ganska glesbefolkat, med 25 invånare per kvadratkilometer.